# (15125) 2000 EZ41
A (15125) 2000 EZ41 a Naprendszer kisbolygóövében található aszteroida. A LINEAR projekt keretében fedezték fel 2000. március 8-án.